# Leonard Nyman
Peter Gotthard Leonard Nyman, född 27 juni 1845 i Halmstad, död 17 augusti 1904 i Göteborg, var en svensk dispaschör. 
Nyman blev student vid Lunds universitet 1863, avlade hovrättsexamen 1868 och blev vice häradshövding 1871. Han var sekreterare och ombudsman vid Bergslagernas Järnvägs AB från 1875 och dispaschör i Göteborgs stad 1889–1904.